# Дички
Дички́ — село в Україні, у Рогатинській міській громаді Івано-Франківського району Івано-Франківської області.

## Історія
30 травня 1440 року власниця села — Марія — подарувала його своєму чоловікові — князю Михайлу Івановичу Гольшанському..
У 1939 році в селі проживало 680 мешканців (670 українців, 5 латинників, 5 євреїв).
12 червня 2020 року, відповідно до Розпорядження Кабінету Міністрів України  № 714-р «Про визначення адміністративних центрів та затвердження територій територіальних громад Івано-Франківської області», увійшло до складу Рогатинської міської громади.
19 липня 2020 року, в результаті адміністративно-територіальної реформи та ліквідації Рогатинського району, село увійшло до складу новоутвореного Івано-Франківського району.

## Населення

### Мова
Розподіл населення за рідною мовою за даними перепису 2001 року:
| Мова       | Кількість | Відсоток |
| ---------- | --------- | -------- |
| українська | 278       | 100%     |

## Відомі люди

### Народилися
- Віра Крокіс (Філяк) «Реня» (1924—2016) — підпільниця ОУН, надрайонова УЧХ Рогатинщини, політв'язень, громадський активіст (секретарка Спілки політв'язнів України, скарбівнича Ліги українських жінок)[7].
- Дмитро Галичин — український політичний діяч.

### Загинули
- Микола Захарків—«Скала» (1912, с. Заланів Рогатинського р-ну Івано-Франківської обл. — 17.11.1948) — кущовий провідник ОУН (1945—1948), загинув у бою з облавниками; відзначений Бронзовим хрестом бойової заслуги (30.11.1949)[8].
- Липова Ганна — лицар Срібного хреста заслуги УПА та Бронзового хреста бойової заслуги УПА.